# Etnologi
Etnologi, (fra græsk ethnos, folk, og logia, lære) er læren eller videnskaben om forskellige kulturelle manifestationers oprindelse og udbredelse i tid og rum. Etnologien ser med andre ord på enkelte sider af den materielle eller åndelig folkekultur og søger dels at bestemme dennes oprindelse og udbredelse, dels at foretage sammenligninger mellem dennes forskellige manifestationer med henblik på at bestemme fælles træk og særtræk. Gennem sådanne studier søger etnologien at nå frem til forståelse af de enkelte kulturelle manifestationers spredning og at nå frem til love eller regler for denne udvikling. Derved adskille den sig fra etnografi, der lægger vægten på beskrivelsen af forholdene hos de enkelte folkeslag. Den klassiske etnologi anlægger et verdensomfattende perspektiv mens en variant heraf, folkelivsforskningen, lægger vægten på regionale variationer og fordelingsmønstre internt i enkelte lande.
Etnologien er som disciplin nært beslægtet med antropologi, folkloristik, og kulturhistorie, i en dansk kontekst er etnologi ofte nært beslægtet med indsamlingen af folkeminder og studiet af skiftende tiders folkeliv. I Danmark omdøbtes institut for Materiel Folkekultur til institut for Europæisk Etnologi, da Bjarne Stoklund tiltrådte som professor. I Danmark adskiller etnologien sig tillige fra antropologien ved at have hjemme blandt de humanistiske fag snarere end de samfundsvidenskabelige - det skyldes dels tradition og dels etnologiens fokus på kulturhistoriske elementer snarere end sociologiske, omend etnologien i de seneste år har haft et stort fokus på nutidigt hverdagsliv, herunder de sociologiske og antropologiske perspektiver på det. I Norge er betegnelsen etnologi blevet udskiftet til fordel for betegnelsen "kulturhistorie". I engelsk sprogbrug er "ethnology" normalt bare et andet ord for antropologi (især det sammenlignende studie af socialantropologi og materiel kultur).
I Danmark kan man uddanne sig som etnolog på Københavns Universitet gennem Europæisk Etnologi.

## Årsager til fælles kulturtræk
Etnologiens grundlag er den erkendelse, at samme kulturtræk forekommer i forskellige kultursamfund.
Ifølge Kaj Birket-Smith tog etnologien sin begyndelse med Adolf Bastian, hvorimod Bjarne Stoklund anser nordmanden Eilert Sundt for at være Skandinaviens første etnolog.
Bastian var en af sin tids mest berejste mænd, havde besøgt meget store dele af kloden. På grundlag af sine rejser og studier opstillede han, efter at have konstateret at de samme genstandsformer fandtes mange steder på jorden, en teori om, at dette måtte skyldes, at "Forstanden maatte overalt udvikle sig omtrent paa en og samme Maade." Han så med andre ord årsagen til, at samme genstande kunne findes i vidt forskellige kulturer, at den kulturelle udvikling alle steder stort set havde fulgt den samme linje. Denne anskuelsesmåde blev kaldt den evolutionistiske.
Denne anskuelsesmåde forblev ikke uimodsagt. En fremtrædende modstander var Friedrich Ratzel. Han mente, at langt de fleste opfindelser i menneskehedens historie "kun er gjort en enkelt Gang i Kulturhistorien og siden er spredt over Jorden som Følge af indbyrdes Paavirkninger og Laan. Dette gælder, selv om Afstandene er nok så store, og selv om vi nu ikke længere er i Stand til at efterspore Kulturforbindelsernes Veje, da man maa regne med, at de har haft enorme Tidsrum til deres Raadighed." Senere studier tyder på, at Ratzels forklaring i langt de fleste tilfælde er korrekt.
Billedet er dog ikke entydigt. Der er ikke tale om et enten-eller men om et både-og, og det må i hvert enkelt tilfælde for sig konstateres hvilken af de to forklaringsmuligheder, der passer bedst. I nogle tilfælde kan det konstateres, at udviklingen er sket to forskellige steder med to forskellige udgangspunkter, men at den er gået i retning af samme endemål, med andre ord: den har konvergeret.
Evolutionismen, spredningshypotesen og konvergensprincippet kan anses som hinanden supplerende forklaringer på kulturfænomeners oprindelse og udbredelse.

## Grundantagelser om kulturens udvikling, spredning og forfald
I tilknytning til kulturstudiet er udviklet en række grundantagelser, af Kai Birket-Smit kaldet "Kulturen Love": "Enhver Organisme er underkastet Livets Love og saaledes ogsaa Kulturen. Men ligesom disse ikke lader sig indpasse under den klassiske Fysiks Maalestok, saaledes indeholder ogsaa Kulturlovene et uforudsigeligt Moment, der gør sig gældende saa meget stærkere, som der her er Tale om rent aandelige Kræfter, og tilmed i stigende Grad efterhaanden som vi fjærner os fra Tilværelsens mest jordbundne Fornødenheder." Dog er det vigtigt at skelne mellem den stræben, der ligger i selve udviklingen, og den måde, hvorpå denne realiseres.
Kulturudvikling kan ske på to måder: ved specialisering (indre udvikling) og ved kulturlån (påvirkning udefra). Paradigmerne drejer sig fortrinsvis om rammerne for den indre udvikling.

### Velfærd som innovationens forudsætning
En første grundantagelse går ud på, at de bedste forudsætninger for en kulturel udvikling er økonomisk velstand: "Økonomisk Opgang med et Overskud af Fritid betyder da ogsaa kulturelt Fremskridt."

### Skelnen mellem opdagelse og opfindelse
En anden grundantagelse går ud på, at "Inden for Kulturens Nydannelser er det nødvendigt at skelne mellem Opdagelser og Opfindelser: De førstnævnte er knyttet til noget allerede eksisterende, men blot ikke tidligere bemærket, f. Eks. Naturkræfterne: Ildens, Vindens, Dampens og Elektricitetens Muligheder er opdaget før de bevidste Opfindelser, der har muliggjort deres Udnyttelse."

### Kerneområder og randområder
En tredje grundantagelse går ud på, at kulturel udvikling snarere vil finde sted i et tæt befolket område end i et tyndt befolket område: "Skal vi afgøre, om en Opfindelse stammer fra en Gruppe spredte Øer som Polynesien eller fra Asiens Fastland, lærer Erfaringen, at Kontinentet med den tættere Befolkning og det livligere Samkvem, når alt andet ellers er lige, frembyder de bedste Betingelser for nye Opfindelser." Birket-Smith skelner derfor mellem centrale bokredse og randfolk: "Ethvert Skøn over de geografiske Omgivelsers Indflydelse bliver [dog] ufuldstændigt, hvis man udelukkende regner med de stedlige Naturforhold. Lige saa vigtig er Beliggenheden i Forhold til andre Samfund, for som det allerede vil staa Læseren klart, spiller Paavirkninger og Laan udefra mindst lige saa stor Rolle som egne Ydelser. Antarktis, enkelte Strøg i det yderste Nord og nogle faa oceaniske Øer gemt bag uhyre Havstrækninger er de eneste helt ubeboede Dele af vor Klode. Resten udgør Bokresen eller Økumenen, som dog før Columbus (Nordboernes Vinlands-Færd kan vi her se bort fra) blev afbrudt af et vejløst Svælg, Atlanterhavet. Bokresens egentlige Kærne er den gamle Verden, først og fremmest det sydvestlige Asien, hvorfra Kulturens Tyngdepunkter siden flyttede sig mod Vest og Øst. I Forhold hertil indtager baade Avstralien og Amerika en Randstilling, og betegnende derfor er netop, at ingen af disse Verdensdele nogensinde er naaet til lignende Kulturhøjder som den gamle Verden, selv om Kulturcentrer af anden Rang har kunnet opstaa under særlig heldige Betingelser i Méxoco og Perú.

Randfolkenes Lod er de ensommes Fattigdom. Men i alt for nært Naboskab til Kulturens Kilde kan paa den anden Side de spæde Spirer rives bort af Strømmen, før de kommer til Blomstring."

### Diffusionisme
En fjerde grundantagelse går ud på, at kulturspredningen oftest sker ved inspiration og lån: "Enhver livskraftig Kultur indeholder en medfødt Tilbøjelighed til at brede sig over nye Omraader. Som en Skov, der kaster sine Frø og gror ud over Landet overalt, hvor Kaarene tillader det, saaledes vokser en Kultur i Bredden saavel som i Højden; men der er dog en afgørende Forskel paa den biologiske og den kulturelle Udbredelse, fordi den sidstnævnte foregaar i Form af mere eller mindre bevidste Laan fra Naboerne. Hvad betinger Laanene? Ofte ganske simpelt det yderst menneskelige Karaktertræk, at man hos de andre finder noget, som man synes er bedre end ens eget, enten det nu virkelig er mere formaalstjenligt, eller det blot er noget nyt, et tilfældigt Modelune, som stikker i Øjnene." En mere effektiv krigsførelse, kvinderov og handel kan være medvirkende til kulturspredningen. Sådanne former for spredning kaldes diffusionisme.
Med henblik på kulturudviklingens hastighed kan der ikke siges noget entydigt om denne. Den har været yderst uensartet i forskellige tilfælde, på forskellige steder og til forskellige tider. Dog synes der at være en tendens til, at den var langsomst i de tidligste tider. I nogle tilfælde kan konservative tendenser tilskrives tradition og overtro. Omvendt kan udviklingen i perioder også ske ret hurtigt.
Ej heller kan man altid være sikker på kulturspredningens veje. I nogle tilfælde viser disse sig at være noget overraskende. Således lærte eskimoerne i Alaska først tobakken at kende, da europæerne havde ført den hele vejen rundt om jorden til det nordøstlige Sibirien.

### Forfald
På lignende måde, som etnologien har opstillet retningslinjer for kulturens udvikling og spredning, har man også konstateret dens forfald. Ved forfald tænkes ikke på, at en type af redskaber erstattes af en anden, fx overgang fra stenalder til bronzealder, eller at et kulturtræk mister sin betydning i nye omgivelser eller fordi overleveringen om en skiks årsag går tabt, og skikken reduceres til et tomt ritual, der til sidst ophører, men derimod, at levedygtige kulturtræk ophører uden nogen rimelig påviselig årsag. Som mulige årsager kan nævnes forringede levevilkår fx tørke eller sygdomsepidemier eller krige. En anden årsag kan være, at den mentalitet, som er en forudsætning for kulturens opretholdelse, undergraves af forråelse og barbarisering (fx kriminalitet eller partikularisme), hvis årsag kan være intern eller ekstern.
I den forbindelse kan gøres opmærksom på, at enhver forandring i sig rummer en form for kulturtab idet voksende differentiering sker på bekostning af tilpasningsevne og med større ensidighed til følge. Eksempelvis kan den traditionelle eskimokultur ses som en stærk tilpasning til specielle forhold i et miljø af begrænset udstrækning. I visse tilfælde kan et midlertidigt kulturforfald give anledning til kulturel fornyelse: "Kulturudviklingen er et Stafetløb, hvor den ene Kultur afløser den anden og Centrerne undertiden skifter; men dybt forankret i vor Selvopholdelsesdrift ligger Tilliden til, at det som Helhed fører fremad og opad."

## Kulturkredslæren
Spørgsmålet om hvorledes, kulturspredningen er sket, har taget udgangspunkt i konstateringen af, at mange kulturelementer har omtrent den samme udbredelse. I nogle tilfælde kan dette, som påpeget af Leo Frobenius, forklares ved at disse er funktionelt indbyrdes forbundne, fx hest og ridetøj, men i andre tilfælde er der ingen sådan sammenhæng. Når sådanne grupper af elementer med samme udbredelse forekommer, taler man om en kulturkreds.
To synspunkter har været fremført om oprindelsen af sådanne kulturkredse: ifølge det ene er der sket en samlet spredning af forskellige kulturelementer, især argumenteret for af Fritz Graebner, pater Wilhelm Schmidt, Wilhelm Koppers og M. Gusinde. Ifølge denne betragtningsmåde hævdes, at samme kulturkredse forekommer overalt og i samme rækkefølge over hele jorden. Samlet kulturspredning kan kun tænkes ved folkevandringer.
Ifølge det andet er spredningen sket særskilt for de enkelte kulturelementer. I de tilfælde, hvor kulturelementer er sammenhørende, vil flere kulturtræk udvise samme spredningsmønster. I nogle tilfælde vil fx naturgivne forhold spille ind, idet det er de samme klimatiske og naturgivne miljøvilkår, der gør sig gældende i hele spredningsområdet. Men i mange tilfælde er det muligt at fastslå, at forskellige kulturtræk har spredt sig med uens hastighed.
Med henblik på at fastslå, om en sammenfaldende kulturspredning også er sket på samme tid, kan der opstilles tre kriterier til konstatering af kultursammenhæng:
1. formkriteriet
2. kvantitetskriteriet
3. kontinuitetskriteriet

### Formkriteriet
Hvis man vil konstatere kultursammenhæng er det logisk at se på hjælpemidlets form: "Jo større Ligheden er, des mere Sandsynlighed er der for en historisk Sammenhæng. Her gælder det imidlertid om at passe paa. Man maa se bort fra alle de Træk, der ligefrem er en Følge af Funktion og - saafremt det drejer sig om en Genstand - af Materialets Art. Et Træk som det, at en Økse har et blad med en skarp Æg, giver intet Grundlag for Sammenligning, fordi det simpelthen er betinget af Øksens Formaal. Man maa holde sig til saadanne Ejendommeligheder, som ikke spiller nogen nævneværdig Rolle for Anvendelsen, f. Eks. Økseskaftets Form, der kan være vinkelbøjet, T-formigt, lige, med Hul til Bladet eller selv indrettet til at optages i en Dølle paa Bladet".

### Kvantitetskriteriet
I mange tilfælde kan det konstateres, at bestemte genstandsformer udviser en mere eller mindre ensartet udbredelse. Jo større ensartethed desto stærkere formodes forbindelsen mellem de forskellige samfund, hvor genstandsformerne findes udbredte, at være eller have været. Dette princip kaldes kvantitetsprincippet: "Vi finder saaledes, at baade Masaierne i Øst-Afrika og Hereroerne i Sydvest-Afrika kliner deres Husvægge med Kogødning. Kogødning er ikke noget naturbestemt Materiale, og derved vækkes Mistanken om en Kultursammenhæng, en Mistanke, der stiger til Vished, naar vi opdager, at ikke blot stemmer Kvægavlen hos de to Stammer overens paa en lang Række Punkter, men at der desuden er talrige Fællestræk i deres Redskabskultur, Samfundsordning og Religion."

### Kontinuitetskriteriet
Kontinuitetskriteriet tager udgangspunkt i, at "Ethvert Kulturelements Udbredelse maa selvfølgelig oprindelig have været sammenhængende; kun ved Udbredelse ad Søvejen kan der ske en tilsyneladende Undtagelse fra Regelen." Det erkendes, at "Imidlertid kan Elementer i Tidens Løb forsvinde over større eller mindre Dele af deres tidligere Omraade. Man kan i saa Fald slutte sig til den oprindelige Sammenhæng, hvis man kan paavise, at de er fortrængt af yngre Elementer."
"Ganske vist maa det - ligesom ethvert andet Kriterium - bruges med Omtanke. Spor af græsk Kultur rundt om ved Middelhavets og Sortehavets Kyster og Forekomsten af arabiske Kulturelementer hist og her dybt inde i Afrika er naturligvis ikke Vidnesbyrd om tidligere, sammenhængende græske og arabiske Kulturomraader, men om Kolonisering og Handelsinfiltration."

## Den historisk-geografiske metode
I tilknytning til diffusionismen udvikledes den antagelse, at hvis samme kulturtræk fandtes i to yderområder men var erstattet af andre træk i det mellemliggende område, så formodedes at være sket en fortrængning i dette centrale område. Dette førte til den formodning, at hvis man ville søge efter arkaiske kulturtræk, så skulle disse søges i "yderområder". Betragtningsmåden gav anledning til udviklingen af den historisk-geografiske metode. Denne gik ud på at kortlægge bestemte kulturtræk. Det formodedes, at man ved at studere disses udbredelse og fordeling ville være i stand til at skelne mellem kulturelle udviklingsbølger, idet de arkaiske former formodedes at forekomme i randområderne og de nyere former centralt mellem yderområderne næsten som årringene i et træ. Blandt metodens fortalere var den første professor i etnologi i Sverige, Nils Lithberg, og i Danmark Svend Jespersen, som igangsatte Nationalmuseets Etnologiske Undersøgelser.